# Taverne Buckman
La Taverne Buckman (anglais : Buckman Tavern) est un site historique de la guerre d'indépendance des États-Unis associé aux premières batailles du conflit, les batailles de Lexington et Concord. Située sur le Lexington Battle Green à Lexington dans le Massachusetts, cette ancienne taverne est depuis exploitée comme un musée.
La taverne porte le nom de John Buckman, un descendant de Benjamin Muzzey qui est à l'origine du bâtiment.
La taverne est classée National Historic Landmark depuis 1961 et est inscrite au Registre national des lieux historiques depuis 1966.